# Campeonato Brasileiro Série B 2006
In 2006 werd de 25ste editie van de Campeonato Brasileiro Série B gespeeld, de op een na hoogste voetbalcompetitie in Brazilië. De competitie werd gespeeld tussen 15 april en 25 november. De formule werd gewijzigd ten opzichte van de voorgaande jaren. De clubs speelden twee keer tegen elkaar en er kwam hierna geen verdere eindronde om de kampioen te bepalen. De top vier promoveerde naar de Série A, Atlético Mineiro werd kampioen.

## Eindstand
| Plaats | Club             | Wed. | W  | G  | V  | Saldo | Ptn. |
| ------ | ---------------- | ---- | -- | -- | -- | ----- | ---- |
| 1.     | Atlético Mineiro | 38   | 20 | 11 | 7  | 70:39 | 71   |
| 2.     | Sport do Recife  | 38   | 18 | 10 | 10 | 57:36 | 64   |
| 3.     | Náutico          | 38   | 18 | 10 | 10 | 64:48 | 64   |
| 4.     | América de Natal | 38   | 19 | 4  | 15 | 59:51 | 61   |
| 5.     | Paulista         | 38   | 17 | 10 | 11 | 72:51 | 61   |
| 6.     | Coritiba         | 38   | 16 | 11 | 11 | 64:51 | 59   |
| 7.     | Santo André      | 38   | 14 | 14 | 10 | 47:45 | 56   |
| 8.     | Brasiliense      | 38   | 15 | 8  | 15 | 66:51 | 53   |
| 9.     | Marília          | 38   | 13 | 11 | 14 | 58:58 | 50   |
| 10.    | Ituano           | 38   | 12 | 14 | 12 | 49:48 | 50   |
| 11.    | Gama             | 38   | 14 | 6  | 18 | 52:62 | 48   |
| 12.    | Remo             | 38   | 13 | 7  | 18 | 50:60 | 46   |
| 13.    | Avaí             | 38   | 12 | 10 | 16 | 36:51 | 46   |
| 14.    | Portuguesa       | 38   | 11 | 12 | 15 | 47:58 | 45   |
| 15.    | Ceará            | 38   | 10 | 15 | 13 | 47:56 | 45   |
| 16.    | CRB              | 38   | 12 | 8  | 18 | 61:67 | 44   |
| 17.    | Paysandu         | 38   | 12 | 8  | 18 | 51:70 | 44   |
| 18.    | Guarani 1        | 38   | 11 | 14 | 13 | 53:61 | 44   |
| 19.    | São Raimundo     | 38   | 11 | 10 | 17 | 42:59 | 43   |
| 20.    | Vila Nova        | 38   | 11 | 9  | 18 | 45:68 | 42   |

 1 Guarani kreeg drie strafpunten voor het opstellen van een niet-speelgerechtigde speler
|  | Kampioen en promotie naar Série A |
|  | Promotie naar Série A             |
|  | Degradatie naar Série C           |